# Thunder Bay
Thunder Bay è una città del Canada, nella provincia dell'Ontario. Contava 109 140 abitanti al censimento della popolazione del 2006, il che la rende la più popolosa dell'Ontario occidentale, e la seconda più popolosa del Nord Ontario dopo Greater Sudbury.

## Storia
L'insediamento europeo nella regione iniziò nel tardo 1600, con un avamposto commerciale francese sulle rive del fiume Kaministiquia. La città venne formata nel 1970 dalla fusione delle città di Fort William, Port Arthur e dai paesi di Neebing e McIntyre.
La città prende il nome dalla grande baia del Lago Superiore sulla quale si affaccia, conosciuta nel XVIII secolo come "Baie du Tonnerre" (Baia del tuono).

## Economia
Il punto in cui si trova la rende un nodo commerciale di una certa importanza, soprattutto per quanto riguarda il grano e altri prodotti provenienti dal Canada occidentale attraverso i Grandi Laghi. La silvicoltura è stata elemento fondante dell'economia della città anche se in declino negli ultimi anni. All'economia tradizionale si sta sostituendo un'economia della conoscenza, basata sulla ricerca medica e sull'istruzione.

## Amministrazione

### Gemellaggi
- Siderno

## Sport
In passato la città è stata una stazione sciistica specializzata nello sci nordico, attrezzata con il trampolino Big Thunder, ora smantellato; ha ospitato i Mondiali della disciplina nel 1995.